# 裕夢
裕夢 （ /），是日本男性輕小說作家。出生於日本福井縣，代表作為《彈珠汽水瓶裡的千歲同學》。

## 作品
- 彈珠汽水瓶裡的千歲同學[2] （插畫：raemz、GAGAGA文庫 《小學館》）

## 外部連結
- 裕夢的X（前Twitter）